# Alisson Becker
Alisson Ramsés Becker (Novo Hamburgo, Río Grande del Sur, 2 de octubre de 1992) es un futbolista brasileño que juega como portero en el Liverpool F. C. de la Premier League.

## Trayectoria

### S. C. Internacional
Nacido en Novo Hamburgo, Río Grande del Sur, se unió al equipo juvenil del S. C. Internacional en 2002, a los diez años. El 17 de febrero de 2013 debutó en el partido contra Cruzeiro E. C. que terminó empatado a uno. Su hermano mayor, Muriel Gustavo Becker, era el guardameta titular en esa etapa. Posteriormente, entre 2014 y 2015, coincidiría en el arco con el mítico arquero Dida. En el Campeonato Brasileño 2014 hizo una aceptable campaña junto a su equipo quedando así tercero en el acumulado clasificando a la Copa Libertadores 2015. Por la Copa Libertadores 2015 integró «Grupo 4» junto a Emelec, la Universidad de Chile y The Strongest, terminando primero en la tabla de posiciones y clasificando a octavos de final. Tras ganarle al Atlético Mineiro en octavos y a Santa Fe en cuartos, el Internacional llegó a semifinales, donde quedó eliminando a manos de Tigres UANL tras ganar de local por 2-1 y perder por 3-1 en México.
Tras esta buena campaña, Alisson fue pretendido por la A. S. Roma, incluso esto llegó a ser anunciado por algunos periódicos italianos, sin embargo las negociaciones no prosperaron. Con la llegada de Argel como nuevo entrenador, Alisson se convirtió en el tercer capitán del equipo, detrás de Andrés D'Alessandro y Alex. Sus declaraciones sobre el club fueron: 

«Soy hincha del Inter. Crecí aquí. Desde pequeño mis padres me llevaban a ver los entrenamientos. Es gratificante para mí y para mi familia jugar en el Inter».

### A. S. Roma
El 6 de julio de 2016 fichó por la A. S. Roma que pagó ocho millones de euros (aproximadamente 32,5 millones de reales) por su traspaso. El 17 de agosto debutó en un encuentro de play-offs de Liga de Campeones ante el FC Porto (1-1). En su primera temporada como giallorosso, jugó todos los partidos con la A. S. Roma en la Liga Europa de la UEFA y de la Copa Italia, donde el equipo italiano fue eliminado en octavos de final y semifinales, respectivamente. En la Serie A fue suplente de Wojciech Szczęsny.
Se consolidó como primera opción para la campaña 2017-18, donde mantuvo su portería a cero en 22 ocasiones. El equipo giallorosso alcanzó las semifinales de la Liga de Campeones, después de no haber encajado en ninguno de los cinco encuentros previos.

### Liverpool F. C.
El 19 de julio de 2018 se hizo oficial su llegada a las filas del Liverpool F. C., para suplir a Loris Karius, convirtiéndose en el traspaso más caro pagado por un portero de la historia (73M €). Sin embargo, este registro fue batido pocas semanas después por el Chelsea F. C. que pagó 80M € por Kepa.
El 12 de agosto debutó en Premier League en una victoria (4-0) ante el West Ham United. El 1 de junio fue determinante en la obtención de la Liga de Campeones tras derrotar al Tottenham Hotspur por 2 a 0 en la final. Tras este título pudo disputar junto a su equipo la Supercopa de Europa y la Copa Mundial de Clubes de la FIFA, que también se adjudicó. En junio de 2020, el Liverpool ganó la Premier League después de 30 años sin conseguirlo. El 16 de mayo de 2021 marcó de cabeza su primer gol con el equipo inglés, y el primero de toda su carrera, dándoles la victoria por 2-1 en el último minuto de partido frente al West Bromwich Albion.

## Selección nacional

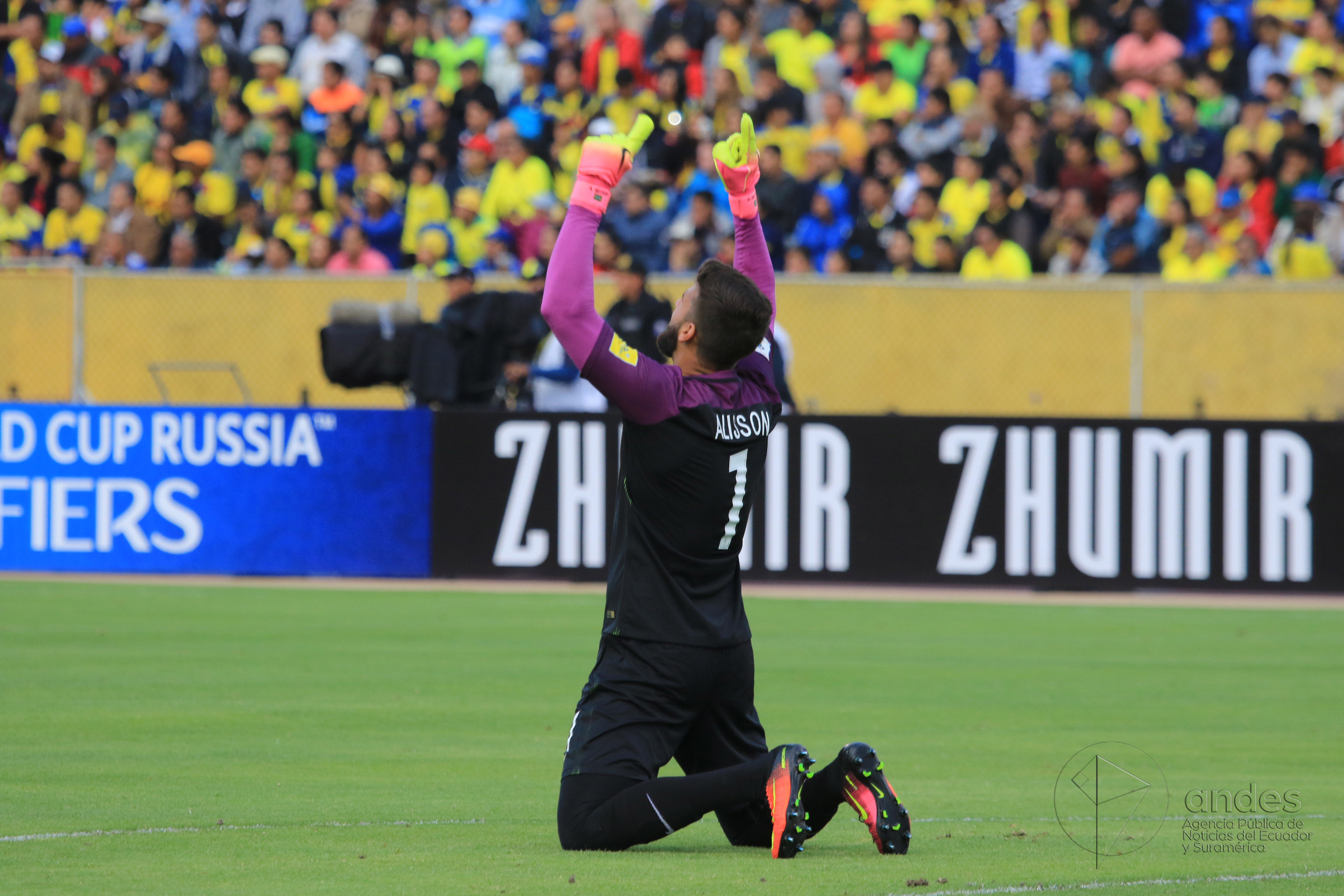
Alisson durante un partido ante Ecuador en septiembre de 2016.

Alisson disputó varios torneos con diferentes categorías de la selección de Brasil, ganando la Copa Sendai y el Torneo Esperanzas de Toulon 2013, en ambos campeonatos fue titular. También participó en la Copa Mundial de Fútbol Sub-17 de 2009, y a pesar de que la selección contaba con la presencia de Neymar, fue eliminada en primera ronda.
Debutó el 13 de octubre de 2015, en un encuentro ante la selección de Venezuela que finalizó con marcador 3-1 a favor de Brasil correspondiente a las eliminatorias rumbo a Rusia 2018.
En 2016 fue convocado por Dunga para disputar una nueva edición de la Copa América donde enfrentó a las selecciones de Perú, Ecuador y Haití. Durante el torneo recibió dos goles en tres encuentros, entre ellos el polémico gol con la mano del peruano Raúl Ruidíaz, que significó la eliminación de la escuadra brasileña en la primera fase con tan solo cuatro puntos.
Fue el arquero titular de la selección de Brasil en la Copa Mundial de Fútbol de 2018 disputada en Rusia. Brasil fue eliminado en los cuartos de final tras ser derrotado por Bélgica 2 a 1.
En 2019 fue convocado para disputar Copa América de ese año en la cual quedó campeón y como mejor portero del torneo.
En la Copa América 2021 solo jugó 2 encuentros de fase de grupos. En cuartos de final, semifinal y la final fui sustituido por Ederson Moraes quedando así como el segundo arquero. Finalmente quedó subcampeón del torneo tras perder la final contra la Selección de fútbol de Argentina con resultado 0-1 con gol de Ángel Di María.

### Participaciones en Copas del Mundo
| Copa                     | Sede    | Resultado        | Partidos | Goles |
| ------------------------ | ------- | ---------------- | -------- | ----- |
| Copa Mundial Sub-17 2009 | Nigeria | Primera fase     | 3        | 4     |
| Copa Mundial 2018        | Rusia   | Cuartos de final | 5        | 3     |
| Copa Mundial 2022        | Catar   | Cuartos de final | 4        | 2     |

### Participaciones en Copas América
| Copa                    | Sede           | Resultado        | Partidos | Goles |
| ----------------------- | -------------- | ---------------- | -------- | ----- |
| Copa América Centenario | Estados Unidos | Fase de grupos   | 3        | 2     |
| Copa América 2019       | Brasil         | Campeón          | 6        | 1     |
| Copa América 2021       | Brasil         | Subcampeón       | 2        | 1     |
| Copa América 2024       | Estados Unidos | Cuartos de final | 4        | 2     |

1. 1 2  Se refiere a goles encajados.

## Estadísticas

### Clubes
Actualizado al último partido disputado el 25 de mayo de 2025.
| S. C. Internacional · Brasil          | 1.ª           | 2013          | 6   | 7   | 2  | 2  | 0  | 0  | 8   | 9   |
| S. C. Internacional · Brasil          | 1.ª           | 2014          | 11  | 14  | 0  | 0  | 0  | 0  | 11  | 14  |
| S. C. Internacional · Brasil          | 1.ª           | 2015          | 26  | 23  | 4  | 5  | 12 | 15 | 42  | 43  |
| S. C. Internacional · Brasil          | 1.ª           | 2016          | 1   | 0   | 0  | 0  | 0  | 0  | 1   | 0   |
| S. C. Internacional · Brasil          | Total club    | Total club    | 45  | 44  | 6  | 7  | 12 | 15 | 62  | 66  |
| A. S. Roma · Italia                   | 1.ª           | 2016-17       | 0   | 0   | 4  | 5  | 11 | 14 | 15  | 19  |
| A. S. Roma · Italia                   | 1.ª           | 2017-18       | 37  | 28  | 0  | 0  | 12 | 19 | 49  | 47  |
| A. S. Roma · Italia                   | Total club    | Total club    | 37  | 28  | 4  | 5  | 23 | 33 | 64  | 66  |
| Liverpool F. C. Inglaterra            | 1.ª           | 2018-19       | 38  | 22  | 0  | 0  | 13 | 12 | 51  | 34  |
| Liverpool F. C. Inglaterra            | 1.ª           | 2019-20       | 29  | 23  | 1  | 1  | 7  | 5  | 37  | 29  |
| Liverpool F. C. Inglaterra            | 1.ª           | 2020-21       | 33  | 32  | 2  | 4  | 7  | 5  | 42  | 41  |
| Liverpool F. C. Inglaterra            | 1.ª           | 2021-22       | 36  | 24  | 5  | 3  | 13 | 14 | 54  | 41  |
| Liverpool F. C. Inglaterra            | 1.ª           | 2022-23       | 37  | 43  | 2  | 4  | 8  | 12 | 47  | 59  |
| Liverpool F. C. Inglaterra            | 1.ª           | 2023-24       | 28  | 30  | 2  | 2  | 2  | 0  | 32  | 32  |
| Liverpool F. C. Inglaterra            | 1.ª           | 2024-25       | 28  | 29  | 1  | 1  | 6  | 3  | 35  | 33  |
| Liverpool F. C. Inglaterra            | 1.ª           | 2025-26       | 0   | 0   | 0  | 0  | 0  | 0  | 0   | 0   |
| Liverpool F. C. Inglaterra            | Total club    | Total club    | 229 | 203 | 13 | 15 | 53 | 49 | 298 | 269 |
| Total carrera                         | Total carrera | Total carrera | 311 | 275 | 23 | 27 | 86 | 97 | 424 | 401 |
| (1) Hace referencia a goles encajados |               |               |     |     |    |    |    |    |     |     |

## Palmarés

### Campeonatos regionales
| Título            | Club                | Estado             | Año  |
| ----------------- | ------------------- | ------------------ | ---- |
| Campeonato Gaúcho | S. C. Internacional | Río Grande del Sur | 2013 |
| Campeonato Gaúcho | S. C. Internacional | Río Grande del Sur | 2014 |
| Campeonato Gaúcho | S. C. Internacional | Río Grande del Sur | 2015 |
| Recopa Gaúcha     | S. C. Internacional | Río Grande del Sur | 2016 |
| Campeonato Gaúcho | S. C. Internacional | Río Grande del Sur | 2016 |

### Títulos nacionales
| Título           | Club            | País       | Año     |
| ---------------- | --------------- | ---------- | ------- |
| Premier League   | Liverpool F. C. | Inglaterra | 2019-20 |
| Copa de la Liga  | Liverpool F. C. | Inglaterra | 2021-22 |
| FA Cup           | Liverpool F. C. | Inglaterra | 2021-22 |
| Community Shield | Liverpool F. C. | Inglaterra | 2022    |
| Copa de la Liga  | Liverpool F. C. | Inglaterra | 2023-24 |
| Premier League   | Liverpool F. C. | Inglaterra | 2024-25 |

### Títulos internacionales
| Título                            | Club (*)                   | Sede     | Año  |
| --------------------------------- | -------------------------- | -------- | ---- |
| Sudamericano Sub-17               | Selección de Brasil sub-17 | Chile    | 2009 |
| Liga de Campeones de la UEFA      | Liverpool F. C.            | Madrid   | 2019 |
| Copa América                      | Selección de Brasil        | Brasil   | 2019 |
| Supercopa de la UEFA              | Liverpool F. C.            | Estambul | 2019 |
| Copa Mundial de Clubes de la FIFA | Liverpool F. C.            | Catar    | 2019 |

(*) Incluye la selección.

### Distinciones individuales
| Distinción                                                                             | Año  |
| -------------------------------------------------------------------------------------- | ---- |
| Incluido en «Los once jugadores latinoamericanos que destacarán en los próximos años». | 2016 |
| Mejor portero en fase de grupos de la Primeira Liga.                                   | 2016 |
| Incluido en el «Equipo del año en la Serie A»                                          | 2018 |
| Premio Gran Galà del Calcio al «mejor portero del año en la Serie A»                   | 2018 |
| Incluido en el «Equipo Ideal de la Liga de Campeones 2017-18» según la UEFA            | 2018 |
| Globe Soccer Awards al «mejor portero del año»                                         | 2018 |
| Premio Goal 50 al «mejor portero del mundo»                                            | 2018 |
| 7.º Mejor portero del mundo según la IFFHS                                             | 2018 |
| Incluido en el «Equipo Ideal de la Liga de Campeones 2018-19» según la UEFA            | 2019 |
| Guante de Oro de la Premier League                                                     | 2019 |
| Mejor portero de la Copa América                                                       | 2019 |
| Incluido en el «XI ideal de la Copa América 2019» según la CONMEBOL                    | 2019 |
| Portero del año de la UEFA 2018-19                                                     | 2019 |
| Premio The Best FIFA al mejor guardameta.                                              | 2019 |
| Premio FIFA/FIFPro World XI                                                            | 2019 |
| Premio Goal 50 al «mejor portero del mundo»                                            | 2019 |
| Mejor portero del mundo según la IFFHS                                                 | 2019 |
| Incluido en el Men's World Team of The Year de la IFFHS                                | 2019 |
| Trofeo Yashin del Balón de oro al «mejor portero del año»                              | 2019 |
| Balón de Oro (séptimo lugar)                                                           | 2019 |
| Globe Soccer Awards al «mejor portero del año»                                         | 2019 |
| Samba de Oro                                                                           | 2019 |
| Tercer mejor portero del mundo según la IFFHS                                          | 2020 |
| Premio FIFA/FIFPro World XI                                                            | 2020 |
| Undécimo mejor portero de la década del 2010 según la IFFHS                            | 2020 |
| Liverpool: Gol de la temporada                                                         | 2021 |
| Guante de Oro de la Premier League                                                     | 2022 |
| PFA Team of the Year                                                                   | 2022 |
| Trofeo Yashin del Balón de oro segundo lugar al «mejor portero del año»                | 2022 |
| Parte de los 100 mejores jugadores del mundo según The Guardian                        | 2022 |

## Vida privada
Es hijo de José Agostinho Becker y Magali Lino de Souza. Es hermano del también guardameta Muriel Gustavo Becker, quien defendió la portería del Internacional durante casi una década. En 2015, con veintidós años, se casó con Natália Loewe, con quien tiene una hija llamada Helena. En sus creencias religiosas, es protestante evangélico practicante del pentecostalismo.